# 科希大樓

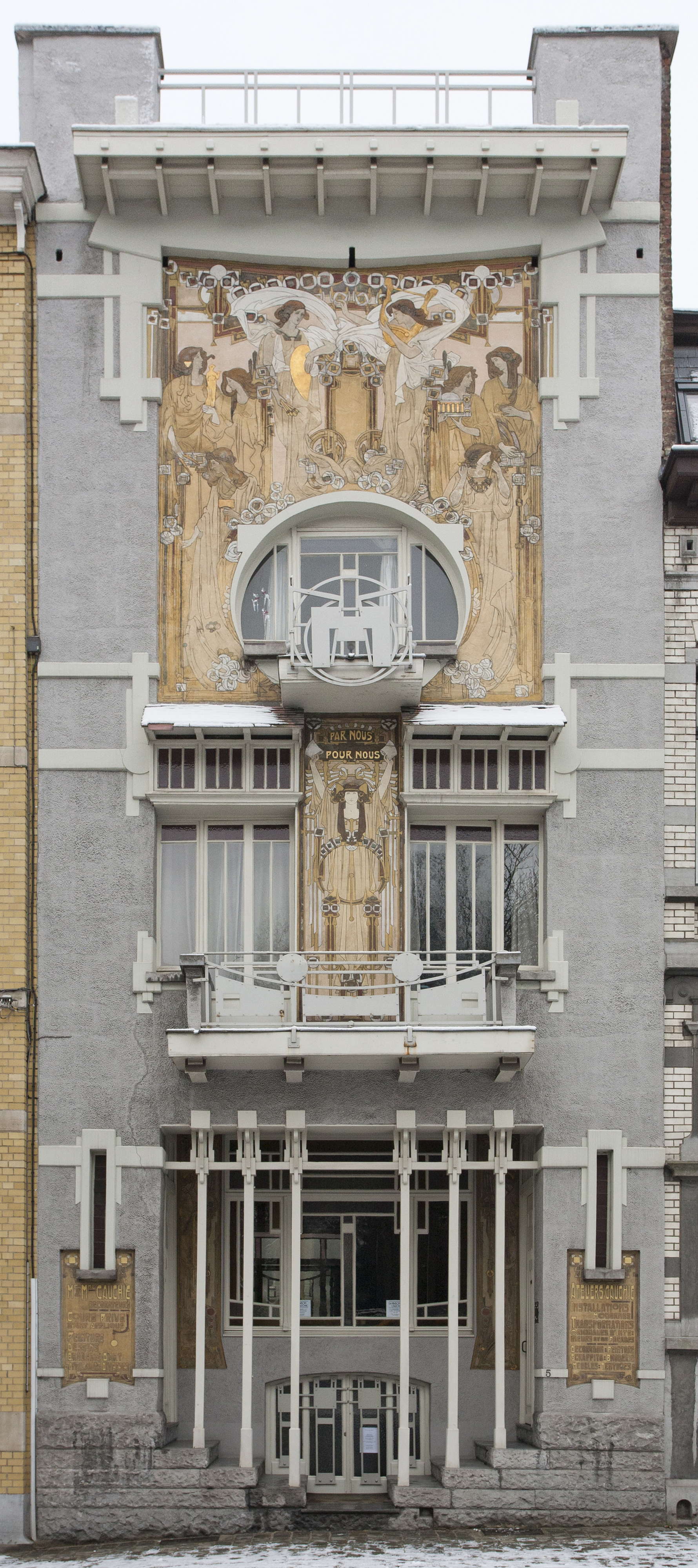
科希大樓

科希大樓（法語：Maison Cauchie）是位於比利時首都布魯塞爾的一座建築，修建於1905年，是一座新藝術風格建築。科希大樓曾面臨過拆除危機，但幸而保存至今。

## 外部連結
- Official website of the Cauchie house （页面存档备份，存于）
- Paul Cauchie's chronology （页面存档备份，存于） (in French)